# Rudolf Dahms (Philologe, 1880)
Rudolf Dahms (vollständiger Name Rudolf Siegmar Dahms, * 15. September 1880 in Berlin; † 11. Dezember 1959 ebenda) war ein deutscher Klassischer Philologe und Gymnasiallehrer. Als Philologe beschäftigte er sich vor allem mit den homerischen Epen aus neoanalytischer Perspektive. Darüber hinaus verfasste er politische Schriften als Veteran des Ersten Weltkriegs, Gegner der Weimarer Republik und Befürworter der Nationalsozialisten.

## Leben

### Kindheit, Jugend und Studium
Rudolf Dahms, der Sohn des gleichnamigen Gymnasiallehrers Rudolf Dahms und der Elise Anna Helene geb. Keferstein (1835–1935), besuchte die Gymnasien in Groß-Lichterfelde, Steglitz und schließlich das Askanische Gymnasium, an dem sein Vater seit 1875 Latein und Griechisch unterrichtete. Anschließend studierte er von 1899 bis 1905 Klassische Philologie und Geschichte an der Friedrich-Wilhelms-Universität Berlin. Einige Semester verbrachte er an der Universität Göttingen, wo er unter anderem Vorlesungen bei dem Latinisten Friedrich Leo hörte. Während des Studiums wurde er Mitglied des Akademisch-Philologischen Vereins Berlin und des Philologisch-Historischen Vereins Göttingen im Naumburger Kartellverband. In Berlin zählte er vor allem den Gräzisten Ulrich von Wilamowitz-Moellendorff und den Historiker Eduard Meyer zu seinen akademischen Mentoren, daneben hörte er auch Hermann Diels und Johannes Vahlen. Am 29. Oktober 1904 wurde er in Berlin mit einer Dissertation über die Tribute von Athens Bundesgenossen im Delisch-Attischen Seebund zum Dr. phil. promoviert, am 2. Mai 1905 bestand er die Lehramtsprüfung und erhielt die unbegrenzte Lehrbefugnis für die Fächer Latein, Griechisch und Geschichte. Von Ostern 1905 bis 1906 absolvierte er das Seminarjahr am Berliner Lessing-Gymnasium und unterrichtete gleichzeitig am Gymnasium Friedenau. Dort begann er auch sein Probejahr im Sommer 1906, das er jedoch wegen des Militärdienstes unterbrach: Ab dem 1. Oktober 1906 diente er als Einjährig-Freiwilliger beim 2. Kurhessischen Infanterie-Regiment in Göttingen. Er blieb diesem Regiment als Reserveoffizier weiterhin verbunden und wurde 1908 zum Vizefeldwebel, 1910 Leutnant der Reserve befördert.

### Berufseinstieg in Berlin und Einsatz im Ersten Weltkrieg
Zurück in Berlin, absolvierte Dahms im Winter 1906/1907 den verbliebenen Teil seines gymnasialen Probejahrs an den Vereinigten Gymnasien zu Brandenburg an der Havel. Zum 1. April 1908 ging er als Oberlehrer an das Bismarck-Gymnasium in Berlin-Wilmersdorf. Seine über 20-jährige Tätigkeit dort wurde durch den Ersten Weltkrieg unterbrochen, zu dem er sich im Juli 1914 als Reserveoffizier freiwillig meldete. Von August bis Dezember 1914 diente er an der Westfront. Nach einer Verwundung erhielt er von Dezember 1914 bis Juni 1915 Fronturlaub, den er unter anderem zur Sichtung seiner wissenschaftlichen Arbeiten nutzte. Kurz nach seinem Einrücken im Juni 1915 wurde er abermals verwundet und stand nach kurzen Genesungsurlaub wieder ab September 1915 im Felde. Nach kurzem Urlaub von Juni bis August 1916 wurde er im September 1916 zum Oberleutnant befördert und an die Westfront geschickt, wo er bei Verdun kämpfte. Im Herbst 1917 wurde er an der Ostfront eingesetzt und kämpfte im Rahmen des Unternehmens Albion in Riga und auf Saaremaa. Nach einem Dienstunfall (Sturz vom Pferd) im Mai 1918 und zwei Monaten Genesungsurlaub diente er in Rumänien und zuletzt wieder an der Westfront. Nach der Kapitulation kehrte er im Dezember 1918 nach Berlin zurück.

### Weitere Berufslaufbahn in Berlin
In Berlin unterrichtete Dahms weiterhin Latein, Griechisch und Geschichte am Bismarck-Gymnasium. Daneben setzte er seine wissenschaftliche Arbeit zu den homerischen Epen fort, veröffentlichte seine Kriegserinnerungen als Erzählung (Der große Krieg aus der Froschperspektive. Kriegserinnerungen eines Kompagnieführers der Infanterie. Berlin 1927) und ein Pamphlet über die politischen Zustände in der Weimarer Republik.
Zum 19. März 1930 trat Dahms, obwohl noch nicht 50-jährig, auf eigenen Wunsch in den Ruhestand. Nach der Machtergreifung der Nationalsozialisten trat er zum 1. Juli 1933 als Studienrat wieder in den Schuldienst ein und unterrichtete am Lessing-Gymnasium, ab dem 1. Oktober 1936 wieder am Gymnasium Wilmersdorf. Zum 1. November 1938 trat er endgültig in den Ruhestand.
1934 veröffentlichte Dahms eine 72-seitige Broschüre mit dem Titel Jesus und der nordische Mensch, in der er sich ganz im Sinne der Nationalsozialisten und besonders der Deutschen Christen äußerte. Die Schrift wurde von Johannes Witte in der Theologischen Literaturzeitung als „Dillettantismus“ (sic!) sehr kritisch rezensiert.

## Familie
Dahms hatte drei Schwestern und einen Bruder. Seine Schwester Hilde Ulrike Dahms (1889–1966) war mit dem Gutsbesitzer Karl Friedrich Rechholtz (1876–1957) verheiratet. Auf dessen Gut in Dobberphul war Rudolf Dahms in den Sommerferien 1921–1923 zu Gast.
Dahms’ erste Ehe vom Februar 1919 wurde nach kurzer Zeit geschieden. Ab 1923 war er in zweiter Ehe mit Elsbeth (Elli) geb. Müller, verw. Lau (1887–?) verheiratet, die ihre Kinder Anneliese (1916–?) und Hans Lau (1914–1936) mit in die Ehe brachte.

## Wissenschaftliches Werk
Dahms’ wissenschaftliche Arbeiten im Bereich der Klassischen Philologie galten vor allem den homerischen Epen, bei denen er die Position der Neoanalyse vertrat. Auf den Spuren von Adolf Kirchhoff und Benedikt Niese untersuchte er die Überlieferungsschichten der Ilias und der Odyssee, aus denen er die hypothetischen Kleinepen Achilleis und Telemachie herauszulösen suchte. Diese Arbeiten wurden unter anderem von Friedrich Focke und Wolfgang Schadewaldt aufgenommen und fortgeführt.
Weitere Arbeiten auf dem Gebiet der Klassischen Philologie waren der Artikel Geschlechter in Paulys Realenzyklopädie der klassischen Altertumswissenschaft (RE), den Dahms im Auftrag von Georg Wissowa verfasste, sowie die Bearbeitung von Junckers Kleinwörterbuch. Lateinisch-deutsch.

## Schriften (Auswahl)
- De Atheniensium sociorum tributis quaestiones septem. Berlin 1904 (Dissertation)
- Geschlechter. In: Paulys Realencyclopädie der classischen Altertumswissenschaft (RE). Band VII,2, Stuttgart 1912, Sp. 2867–2877.
- Odyssee und Telemachie. Untersuchungen über die Composition der Odyssee. Berlin 1919
- Ilias und Achilleis. Untersuchungen über die Komposition der Ilias. Berlin 1924
- Der große Krieg aus der Froschperspektive. Kriegserinnerungen eines Kompagnieführers der Infanterie. Berlin 1927
- Unsere sterbende Republik. Dem Bürgerkriege entgegen? Leipzig 1929
- Jesus und der nordische Mensch. Markusevangelium und deutscher Glaube. Berlin 1934
- Blücher, der Marschall Vorwärts. Berlin 1935
- Junckers Kleinwörterbuch. Lateinisch-deutsch. Berlin 1953. 2. Auflage 1956. 3. Auflage 1957. 4. Auflage 1958